# ادمیرال (ایالات متحده آمریکا)
ادمیرال (انگلیسی: Admiral) یک درجه افسری چهار ستاره در نیروی دریایی ایالات متحده آمریکا، گارد ساحلی ایالات متحده آمریکا و سپاه ویژه خدمات بهداشت عمومی ایالات متحده است، که در سایر نیروهای دریایی با عنوان دریابد نیز شناخته می‌شود. درجه ادمیرال در نیروی دریایی، بالاتر از دریاسالار و پایین‌تر از ادمیرال ناوگان قرار دارد. گارد ساحلی و سپاه خدمات بهداشت عمومی درجه‌ای بالاتر از ادمیرال ندارند. 
ادمیرال معادل درجه ژنرالی در سایر نیروهای نظامی است. سپاه افسران ویژه دولتی اقیانوسی و جوی ملی هرگز افسری با درجه ادمیرال نداشته است. با این حال، در قانون ایالات متحده، این درجه را برای سپاه افسران تعیین کرده است و در صورتی که موقعیتی ایجاد شود که شایسته درجه چهار ستاره باشد، این درجه اهدا خواهد شد.
از آنجایی که درجه پنج-ستاره ادمیرال (آدمیرال ناوگان) از سال ۱۹۴۶ مورد استفاده قرار نگرفته است، درجه ادمیرال بالاترین مقامی است که یک افسر می‌تواند در نیروی دریایی آمریکا، گارد ساحلی و سپاه خدمات بهداشت عمومی به آن دست یابد.